# Aleš Loprais
Aleš Loprais (* 10. ledna 1980 Olomouc) je český automobilový závodník, jezdec dálkových motoristických závodů, známý zejména účastí v Rallye Dakar, kde závodí od roku 2006. Jeho strýcem byl český motoristický závodník a vítěz Rallye Dakar Karel Loprais.

## Rallye Dakar

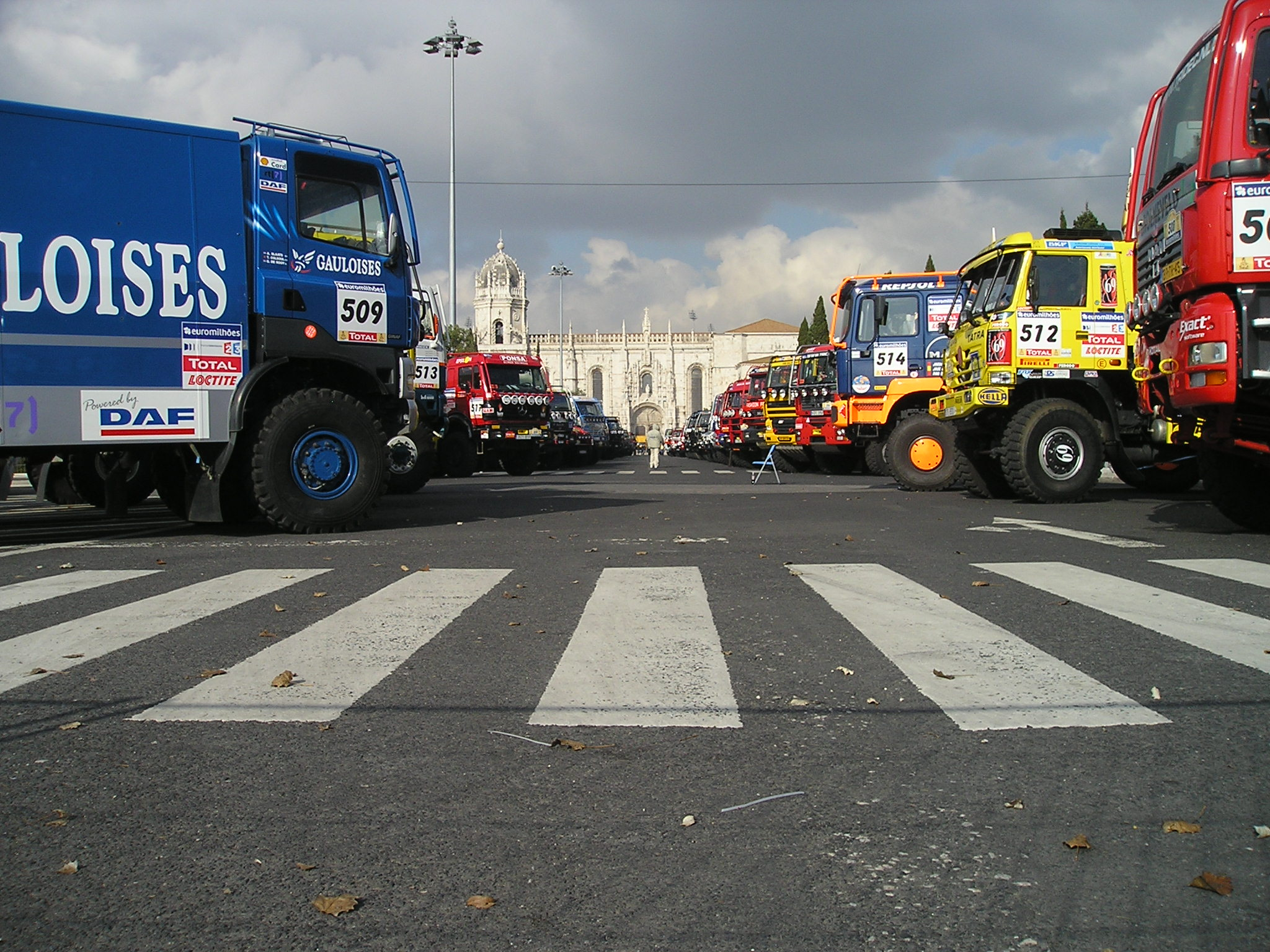
Vůz #512 mezi konkurencí na startu Dakaru 2007

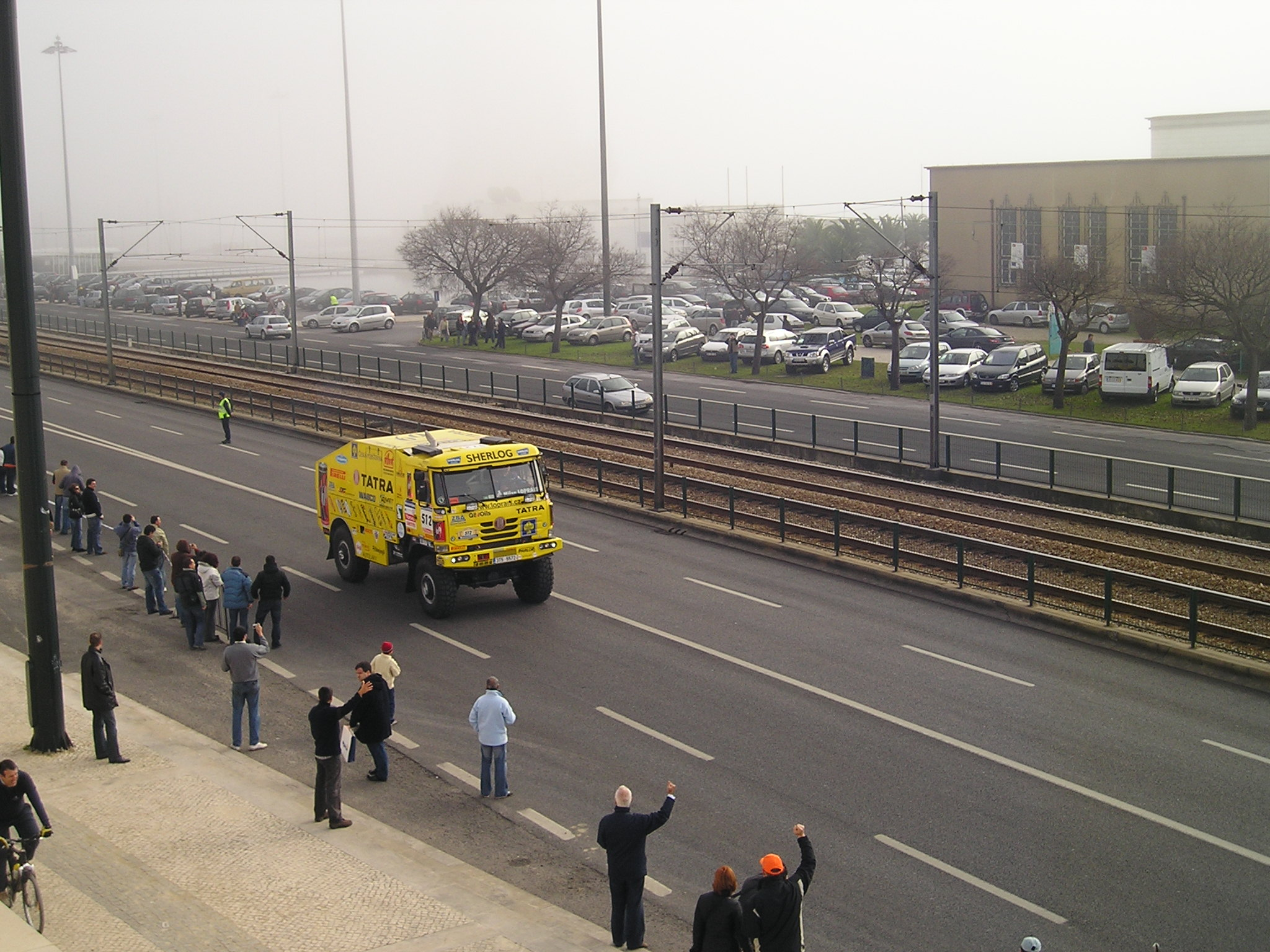
Posádka A. Loprais / P. Gilar na startu zatím nejúspěšnějšího Dakaru 2007

Poprvé se závodu Rallye Dakar zúčastnil jako navigátor posádky strýce – odstoupili po 11. etapě z 5. místa pro zdravotní problémy Karla Lopraise. V následujícím roce 2007 jel již jako první řidič závodní posádky – s Petrem Gilarem skončili celkově třetí, v témže roce poprvé vyhrál v kategorii (13.) etapu. Na Dakaru 2012 se s kapotovou verzí vozu pohybovali na předních pozicích, 2× byli druzí, 8. etapu vyhráli, ale ve spojovacím úseku rychlostní zkoušky 9. etapy v den Alešových narozenin při mikrospánku 2. řidič havaroval, průběžně v té chvíli byli na 2. místě.
Do roku 2013 jezdil Aleš Loprais výhradně s motorem V8 Deutz BF8M 1015CP a podvozkem Tatra, následovala první zkušenost s vozem MAN. Na Rallye Dakar v roce 2013 se vrátil s trambusovým vozem Tatra, jelikož nový kapotový vůz by tým nestihl dokončit a řádně vyzkoušet. V závodě zachoval mezinárodní posádku (jen mechanika od MANU vystřídal mechanik Tatry). V kategorii kamionů vyhrál 9. etapu (ve 2., 7., 11. byl druhý a v 1. a 13. třetí). Do 5. etapy startoval jako vedoucí kategorie, ale po problémech s elektroinstalací, které znamenaly velkou časovou ztrátu a pád průběžně na 8. příčku, dokončil závod nakonec po finiši celkově na 6. místě kategorie kamionů a na jihoamerické půdě, kde se Rallye Dakar koná od ročníku 2009, poprvé dojel do cíle. V roce 2014 se vrátil opět s kapotovou verzí, zkoušenou již na letní Rallye Hedvábná stezka, nově tentokrát s motorem R6 Renault v úpravě stáje okruhových tahačů MKR. Pohyboval se na čelních pozicích, v 2. polovině bojoval o 3. příčku celkového pořadí, ale technické problémy v závěru znamenaly ztrátu a opět konečné 6. místo.

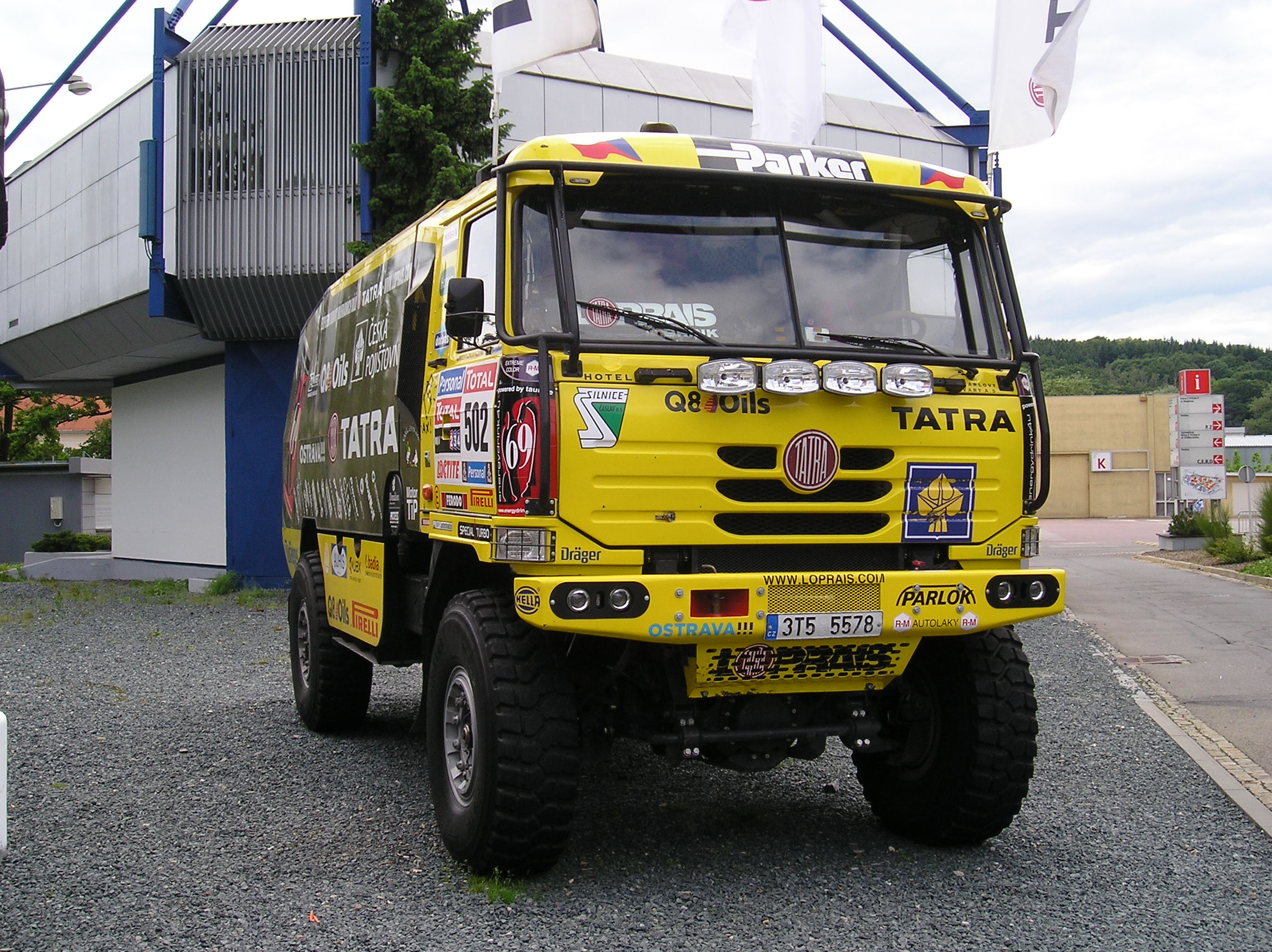
Vůz posádky A.Loprais / Milan Holáň / Jaroslav Miškolci z Dakaru 2010

Tatra QUEEN 69 (s motorem Gyrtech Caterpillar, připravované aliance Buggyra – Loprais) nebyla technickým komisařem pro typ použité kabiny a nárazníku připuštěna ke startu dakarské rallye 2015. Stalo se tak tři měsíce před startem, proto hledal rychlé řešení a nakonec startoval v kamionu značky MAN připraveném nizozemskou stájí VEKA, s níž měl již zkušenost. V průběhu roku 2015 vznikla aliance Petronas de Rooy IVECO/InstaForex Loprais team, ve které působili Gerard de Rooy a Hans Stacey s kapotovým vozem IVECO Powerstar 4×4 s motorem FPT. Hans Stacey nakonec na Dakar 2016 nastoupil v týmu Eurol VEKA MAN a dojel celkově na 4. místě, stájový kolega Gerard de Rooy Rallye Dakar 2016 vyhrál, zatímco Aleš Loprais vypadl pro zadřené ložisko levého předního kola již v 5. vysokohorské etapě. Marocké Rally 2016 se měl účastnit opět s týmem MAN, ale nakonec z účasti sešlo. Díky následné dohodě s týmem Buggyra se vrátil na Dakar 2017 k podvozku Tatra, pro Sik Way Rally 2017 dokonce opět k Tatra Queen 69 ReBorn s motorem Gyrtech #305, posádka Aleš Loprais – Khalid Alkendi (UAE) – Milan Holáň. Jubilejního 40 dakaru 2018 se zúčastnila posádka #504 Aleš Loprais / Ferran Marco Alcayna / Lukáš Janda, s evolucí stejného vozu vyhrála úvodní etapu, ve druhé obsadila 3.místo, po jednotlivých etapách byla na průběžně na 1., 2., 7., 18. místě celkového pořadí, pro technické problémy nedokončili 5.etapu a odstoupili. Posledního jihoamerického ročníku 2019 se zúčastnila posádka #507 Aleš Loprais / Ferran Marco Alcayna / Petr Pokora a skončila celkově 5. Do prvního saúdskoarabského ročníku 2020 nastoupila posádka #502 Aleš Loprais – Khalid Alkendi – Petr Pokora se zcela novým vozem s motorem Iveco a automatickou převodovkou Allison s hranatou kapotou pod názvem Praga a skončila celkově 7., v ročníku 2021 stejná posádka #504 skončila na 5. místě, když byla průběžně nejlépe 2. v a po 2. etapě.

## Další závody
V roce 2008 zvítězil v závodě Hungarian Baja. V roce 2011 zvítězil s novým kapotovým vozem po penalizaci průběžně vedoucího jezdce na voze Kamaz v Rallye Hedvábná stezka. V roce 2012 absolvoval Rallye Hedvábné stezky za volantem kamionu MANu nizozemského týmu v mezinárodní posádce. Vítězství z předchozího ročníku po uvíznutí v rozvodněné řece neobhájil a skončil čtvrtý. Silk Way Rally 2017 se účastnil s vozem Queen 69 ReBorn #305, po 2. místě v úvodní etapě následovaly technické problémy, vynechání 3., 4. a 8. etapy a definitivní odstoupení v 9. etapě. Posádka #506 Aleš Loprais – Ferran Marco Alcayna – Petr Pokora se stejným vozem vyhrála absolutně Morocco Desert challenge 2018.

## Výsledky

### Rallye Dakar
| Rok  | Třída                                          | Značka                                         | Pozice                                         | Vítězství v etapách                            |
| ---- | ---------------------------------------------- | ---------------------------------------------- | ---------------------------------------------- | ---------------------------------------------- |
| 2006 | Kamiony                                        | Tatra                                          | DNF                                            | 0                                              |
| 2007 | Kamiony                                        | Tatra                                          | 3. místo                                       | 1                                              |
| 2008 | závod zrušen – nahrazen Středoevropskou rallye | závod zrušen – nahrazen Středoevropskou rallye | závod zrušen – nahrazen Středoevropskou rallye | závod zrušen – nahrazen Středoevropskou rallye |
| 2008 | Kamiony                                        | Tatra                                          | 3. místo                                       | 1                                              |
| 2009 | Kamiony                                        | Tatra                                          | DNF                                            | 0                                              |
| 2010 | Kamiony                                        | Tatra                                          | DNF                                            | 0                                              |
| 2011 | Kamiony                                        | Tatra                                          | DNF                                            | 2                                              |
| 2012 | Kamiony                                        | Tatra                                          | DNF                                            | 1                                              |
| 2013 | Kamiony                                        | Tatra                                          | 6. místo                                       | 1                                              |
| 2014 | Kamiony                                        | Tatra                                          | 6. místo                                       | 2                                              |
| 2015 | Kamiony                                        | MAN                                            | 4. místo                                       | 1                                              |
| 2016 | Kamiony                                        | Iveco                                          | DNF                                            | 0                                              |
| 2017 | Kamiony                                        | Tatra                                          | 7. místo                                       | 0                                              |
| 2018 | Kamiony                                        | Tatra                                          | DNF                                            | 1                                              |
| 2019 | Kamiony                                        | Tatra                                          | 5. místo                                       | 0                                              |
| 2020 | Kamiony                                        | Praga                                          | 7. místo                                       | 0                                              |
| 2021 | Kamiony                                        | Praga                                          | 5. místo                                       | 0                                              |
| 2022 | Kamiony                                        | Praga                                          | 21. místo                                      | 0                                              |
| 2023 | Kamiony                                        | Praga                                          | DNF                                            | 2                                              |
| 2024 | Kamiony                                        | Praga                                          | 2. místo                                       | 2                                              |
| 2025 | Kamiony                                        | Iveco                                          | 3. místo                                       | 5                                              |

- Spolujezdec Karel Loprais

### Silk Way Rally
| Rok  | Třída   | Značka | Pozice    | Vítězství v etapách |
| ---- | ------- | ------ | --------- | ------------------- |
| 2009 | Kamiony | Tatra  | 3. místo  | 1                   |
| 2010 | Kamiony | Tatra  | 4. místo  | ?                   |
| 2011 | Kamiony | Tatra  | 1. místo  | ?                   |
| 2012 | Kamiony | MAN    | 4. místo  | ?                   |
| 2013 | Kamiony | Tatra  | 21. místo | ?                   |
| 2017 | Kamiony | Tatra  | DNF       | ?                   |